# Lucius Vitrasius Flamininus

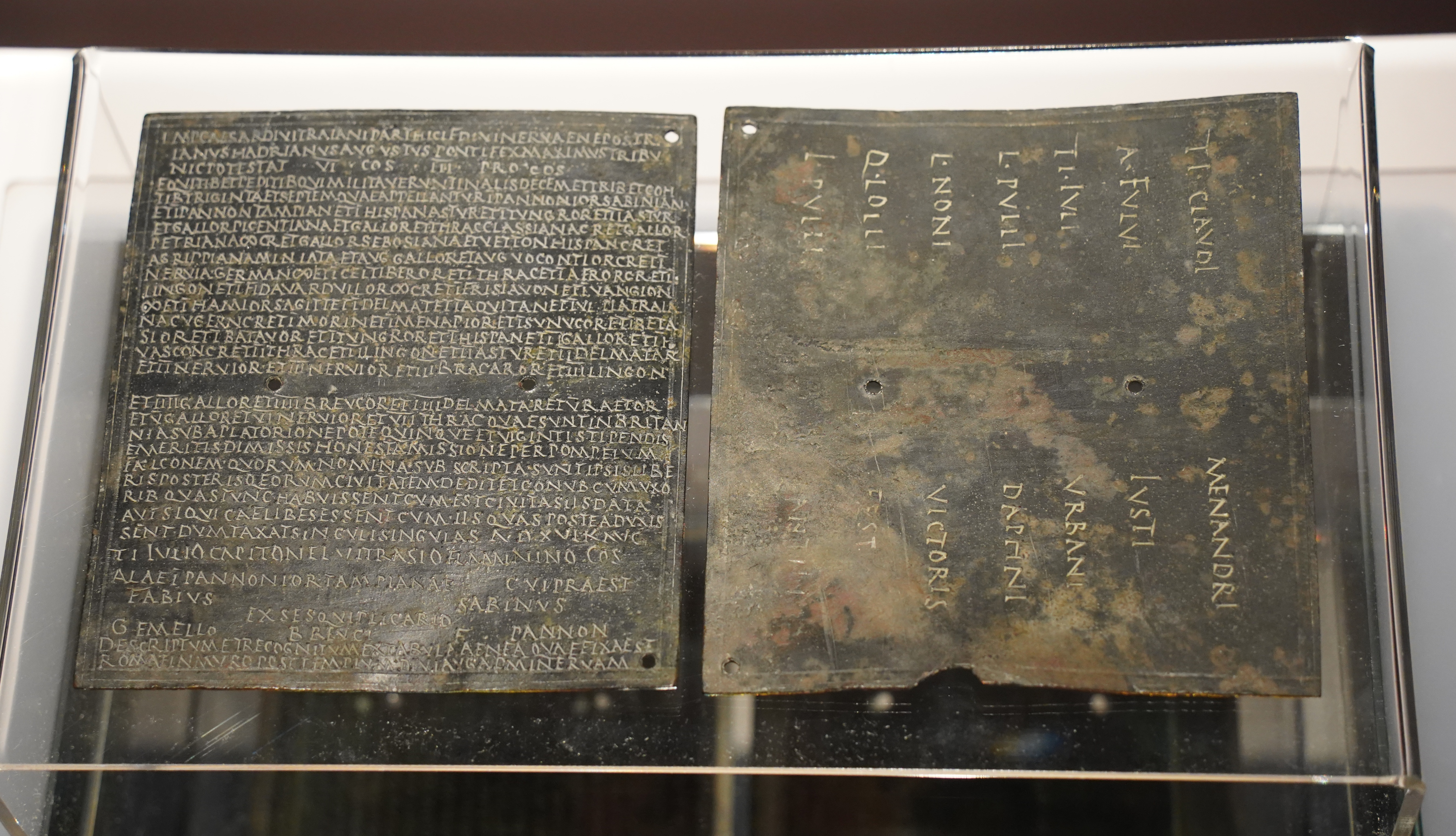
Eines der Militärdiplome des Jahres 122

Lucius Vitrasius Flamininus war ein im 2. Jahrhundert n. Chr. lebender römischer Politiker.
Eine Inschrift aus Capua zeigt seine Ämterlaufbahn. Nicht vor 124 war er Curator des Tiberbettes, der Ufer und der Kanalisation der Stadt Rom (curator alvei Tiberis et riparum et cloacarum urbis) Durch Militärdiplome, die auf den 17. Juli 122 datiert sind, ist belegt, dass Flamininus 122 zusammen mit Tiberius Iulius Candidus Capito Suffektkonsul war; die beiden übten dieses Amt vermutlich vom 1. Juli bis zum 30. September aus.
Nach seinem Suffektkonsulat war Flamininus, vermutlich unter Kaiser Hadrian, Legatus  Augusti pro praetore von Italia Transpadana, einer Region in Norditalien, als einer der vier konsularischen Legaten, denen Hadrian die Verwaltung Italiens anvertraute. Später diente er als Legatus Augusti pro praetore der Provinz Dalmatia. Durch ein weiteres Militärdiplom, das auf den 9. September 132 (oder 133) datiert ist, ist belegt, dass Flamininus um 132/133 Legatus Augusti pro praetore in der Provinz Moesia superior war, wo er auch das dortige Heer befehligte. Um 137 war er Prokonsul der Provinz Africa.